# Драговищица (област Кюстендил)
Вижте пояснителната страница за други значения на Драговищица.
Драговищица е село в Западна България. То се намира в община Кюстендил, област Кюстендил.

## География
Село Драговищица се намира в Кюстендилската котловина, в полупланински район, северно от гр. Кюстендил, в долината на река Драговищица.
Селото е образувано на 2 юни 1956 г. с Указ № 148 от 29 май 1956 г. на Държавния съвет на НРБ от сливането на селата Перивол и Ямборано. Според Васил Миков двете названия са топоними от гръцки произход и означават съответно „градина“ и „тържище“. Перивол е купно село с две махали – Коилица и Лъбинци (Трепките), разположено на десния бряг на река Драговищица. Ямборано е купно село, разположено на левия бряг на река Драговищица.
Климат: умерен, преходноконтинентален.
През годините до обединяването му с Ямборано през 1956 г., село Перивол принадлежи към следните административно-териториални единици: община Перивол (1883 – 1956). 
През годините до обединяването му с Перивол през 1956 г., село Ямборано принадлежи към следните административно-териториални единици: община Перивол (1883 – 1887), община Ямборано (1887 – ?), община Перивол (1949 – 1956). 
През годините село Драговищица принадлежи към следните административно-териториални единици: община Драговищица (1956 – 1987), община Кюстендил (от 1987 г.). 

## Население

### Население на село Перивол (1880 – 1956)
| Година    | 1880 | 1900 | 1920 | 1926 | 1934 | 1946 |
| Население | 398  | 536  | 608  | 652  | 731  | 712  |

### Население на село Ямборано (1880 – 1956)
| Година    | 1880 | 1900 | 1920 | 1926 | 1934 | 1946 |
| Население | 742  | 1089 | 1429 | 1466 | 1486 | 1374 |

### Население на село Драговищица (след 1956)
| Година    | 1956 | 1965 | 1975 | 1985 | 1992 | 2001 | 2010 |
| Население | 1677 | 1454 | 1158 | 967  | 799  | 661  | 472  |

## История

### История на село Перивол
Няма запазени писмени данни за времето на възникване на селото. Селището е възникнало през античността, ако се съди по името му – perivole – градина, бахча, както го тълкува проф. Йордан Иванов. Край селото е открит глинен реликварий, може би свързан с разположена на мястото късноантична църква.
Село Перивол е споменато във фалшифицираната грамота-хрисовул на сръбския крал Стефан Дечански (1321 – 1331) за дарените селища на манастира „Свети Никола Мрачки“ при село Пещера, Радомирско. В грамотата е спомената периволската църква „Матер Божия“, която просъществувала до 1926 г., когато била съборена.
Селото се споменава в турски данъчен регистър от 1576 г. През 1737 г. австрийски отряд от 100 конници прониква до село Перивол, разбива турската войска, пленява знамето и се оттегля.
През 1866 г. са регистрирани 80 домакинства с 597 жители. 1870 г. турското правителство заселва в селото 11 татарски семейства, но след 2 години те се преселили в Косово поле. Вместо тях дошли 8 черкезки семейства, но за разлика от татарите, черкезите били мързеливи и крадливи и селяните доста изпатили от тях. През януари 1878 г. черкезите се избягали към Македония.
До 1878 г. в селото имало четири турски земеделски стопанства – на Мехмед Шарапчийски, Мустафа, Шарапчийски, Азис и Кафтанджията. След Освобождението турците избягали в Крива Паланка, а по-късно периволчани изкупили земята.
В края на ХІХ век селото има 8556 декара землище, от които 6464 дка ниви, 478 дка гори, 94 дка естествени ливади, 794 дка овощни градини, 726 дка лозя и др. и се отглеждат 848 овце, 174 кози, 400 говеда и 128 коня. Основен поминък на селяните са земеделието и животновъдството. От началото на ХХ век започва да се развива овощарството чрез създаване на нови овощни градини. Развити са домашните занаяти.
През 1880 г. е построена църквата „Свети Димитър“. През 1883 г. е открито училище, което от 1890 г. се помещава в нова сграда, а през 1929 г. е открито училище и в махала Коилица. Учредено е читалище (1910).
През 1920 г. е изграден параклис „Успение Богородично“.
Учредена е Кредитна кооперация „Съгласие“ (1926), която през 1960 г. се влива в „Наркооп“ – Кюстендил. Селото е електрифицирано (1929). През 1930 г. е открит лекарски участък.
През 1938 г. се залесяват 60 дка с бор в местностите Тимин дол и Маневица.
През 1950 г. е учредено ТКЗС „Станке Димитров“, което от 1979 г. е в състава на АПК – с. Драговищица.

### История на село Ямборано
Няма запазени писмени данни за времето на възникване на селото. Селището е възникнало през античността, ако се съди по името му – emporiov – пазар, тържище, търговски колония, както го тълкува проф. Йордан Иванов.
Село Ямборано се споменава в турски данъчен регистър от 1576 г. През 1866 г. са регистрирани 52 домакинства с 313 жители. Освобождението заварило селото раетско, с два турски чифлика – Жаджийски и Арнаутски.
В края на ХІХ век селото има 4428 декара землище, от които 2770 дка ниви, 597 дка гори, 47 дка естествени ливади, 379 дка овощни и зеленчукови градини, 682 дка лозя и др. и се отглеждат 452 овце, 229 говеда и 47 коня. Основен поминък на селяните са земеделието (овощия и тютюн) и животновъдството. От началото на ХХ век започва да се развива овощарството чрез създаване на нови овощни градини. Развити са домашните занаяти.
През 1859 г. е построена църквата „Успение Богородично“. Още отпреди Освобождението е открито училище.
Създадено е кооперативно сдружение (1911), учредено е читалище „Просвета“ (1921). Селото е електрифицирано (1938), построена е помпена станция за напояване (1939).
През 1950 г. е учредено ТКЗС „Бай Атанас“, което от 1979 г. е в състава на АПК – с. Драговищица.

### История на село Драговищица
Село Драговищица е образувано с решение на Президиума на Народното събрание през 1956 година чрез сливането на селата Перивол и Ямборано.
През 1959 г. ТКЗС от селата Перивол, Ямборано и Стенско се обединяват в ОТКЗС „Ленин“ с център с. Драговищица.
През 1969 г. в обединеното село Драговищица е изграден завод за строителна керамика „Раденко Видински“, произвеждащ тухли за нуждите на строителството. Понастоящем заводът е основно модернизиран и е собственост на „Кераминженеринг“ АД – гр. София.  Архив на оригинала от 2010-01-26 в Wayback Machine.
Селото е изцяло водоснабдено през 1970 г. Построени са нови кооперативен дом, поща, читалищна сграда, детска градина и множество частни и обществени сгради, открита е аптека, битов комбинат.
През 1979 г. селото става център на обединеното АПК – Драговищица.
Селото е център на Драговищенската селищна система. През 1983 – 1989 г. излиза вестник „Драговищица“ – орган на ОбК на БКП и ОбНС в с. Драговищица.

## Обществени институции
- Кметство Драговищица.
- Читалище „Славчо Темкин 1911“ – действащо читалище, регистрирано под номер 775 в Министерство на културата на Република България. Дейности: фолклорна група за автентични песни; шахматен кръжок; кръжок по плетиво; библиотека – 18 200 тома.

## Религии
Село Драговищица принадлежи в църковно-административно отношение към Софийска епархия, архиерейско наместничество Кюстендил. Населението изповядва източното православие.
- Възрожденска църква „Успение Богородично“ (1859). Бившата енорийска църква на с. Ямборано.
- Църква „Свети Димитър“ (1880). Бившата енорийска църква на с. Перивол. Пространството на наоса е разделено на три равни части от две редици колони, като разстоянието между тях е равно в ширина и дължина. Над получените квадратни полета се издигат 12 слепи купола. Стените и покритието са масивни.
- Параклис „Успение Богородично“ (1920).

- Църква „Успение Богородично“
- Страничен прозорец на „Успение Богородично“
- Църква „Свети Димитър“
- Храмовата икона на „Свети Димитър“

## Забележителности
- 320-годишен бряст – в местността Хаджийски дол.
- 270-годишен черен бор – в местността Бялата чешма.

## Редовни събития
- 15 август: събор в Ямборано.
- последната събота на август: събор в Перивол.

## Личности
- Стоимен Христов – първият кмет на Периволската селска община след Освобождението (1883).
- Драголюб Стоянов – кмет 6 мандата